# Mírzá Mihdí
Mírzá Mihdí (1848- 23 de Junho de 1870), que foi intitulado Ghusn-i-Athar (O Ramo Mais Puro), foi o filho mais jovem de Bahá'u'lláh e Navváb. Ele nasceu em Teerã e ficou lá por diversos anos depois de sua família ter partido para Bagdá em 1853. Ele acompanhou sua família através de subseqüentes exilamentos servindo como um dos secretários de seu pai. Ele faleceu com 22 anos na cidade-prisão de `Akká em 23 de Junho de 1870 ao passear para frente e para trás no telhado da cela de Bahá'u'lláh, entoando Qasidiy-i-Varqa'iyyih, (um poema revelado por Bahá'u'lláh em Kurdistão) quando ele caiu pela clarabóia, caindo contra uma caixa, que perfurou fatalmente seus pulmões.
Sua morte foi considerada muito significativa, especialmente quando Bahá'u'lláh ofereceu para curá-lo de suas feridas, e Mirzá Mihdí pediu para usar sua vida como um sacrifício de modo que as portas da prisão se abrissem e que os peregrinos pudessem visitar a Família Sagrada Bahá'í, um desejo, que Bahá'u'lláh que estava em estado de lamentação concedeu. Ele morreu com suas feridas 22 horas depois. Bahá'u'lláh ligou este episódio ao consequente término de seu aprisionamento após dois meses.
Mírzá Mihdí foi eventualmente enterrado fora dos muros da cidade, mas movido para uma sepultura nova por Shoghi Effendi em dezembro de 1939 ao lado de sua mãe Navváb nos jardins abaixo do Arco do Monte Carmelo em Haifa numa área atualmente conhecida como Jardins dos Monumentos.